# Torsten Scheibler
Torsten Scheibler (* 1971 in Berlin) ist ein deutscher Judo- und Sumō-Sportler. In beiden Sportarten hat er internationale Titel erhalten und zählt zu den erfolgreichsten Sumōtori außerhalb Japans. Mit 1,96 m Körperhöhe ist er größer als die meisten seiner Gegner. Vor seiner Karriere als Sumōringer kämpfte er drei Jahre in der Judo-Bundesliga.

## Erfolge

### Judo
- 1984–1989: 
  - DDR-Meister (mit der Mannschaft)
  - 2 × Silber bei DDR-Meisterschaften
- 1991: 3. Platz bei der deutschen Meisterschaft
- 1997: Norddeutscher Meister

### Sumōringen
- 1997: 2. Platz bei den Europameisterschaften in Riesa im Schwergewicht
- 1998: 3. Platz bei den Weltmeisterschaften (offen und Mannschaft)
- 2000: Vizeweltmeister offene Klasse São Paulo, Brasilien
- 2000: Weltmeister (Mannschaft) São Paulo, Brasilien
- 2001: Deutscher Meister
- 2001: Weltmeister in Aomori, Japan
- 2001: Vizeweltmeister offene Klasse Aomori, Japan
- 2004: 3. Platz bei der Weltmeisterschaft in Riesa
- 2005: Weltmeister in der offenen Klassen in Osaka, Japan